# تلمبه قاسم گرگی
تلمبه قاسم گرگی یک منطقهٔ مسکونی در ایران است که در دهستان اختیارآباد واقع شده‌است. تلمبه قاسم گرگی ۱۵ نفر جمعیت دارد.